# Daktiloszkópia
A daktiloszkópia (daktilo + szkópia, ’ujjakat nézni’, gör.) a bőrlécrendszerek (az emberi ujjak, tenyerek, talpak bőrének sajátos fodorszál-mintázata) kriminalisztikai és személyazonosítási célú vizsgálata. „Testvértudománya” az orvosi-antropológiai dermatoglífia (dermato + glyphé, ’bőr véset’, gör.), amely több más közt bőrlécrajzolatok – apai ágon kodominánsan történő – öröklésével, genetikai rendellenességek bőrlécrajzolatból való kimutatásával (pl. Down-szindróma, Edwards-szindróma), populációk és etnikumok bőrfodorszál-rajzolatokban megmutatkozó sajátosságaival foglalkozó tudomány. Itt kell megemlíteni továbbá a kiromanciát is, a tenyér sajátosságaival foglalkozó tudományt, mely a Bolognai Egyetemen a XVI. században az orvosképzés része volt, szintén diagnosztikai célból. A kiromancia főleg a tenyér alaktanával foglalkozik, kisebb részben a bőrfodorszálakkal és a tenyér ráncaival-redőivel. Ennek mai áltudományos változata a tenyérjóslás.

## A daktiloszkópia módszerei
Ami a dermatoglífiát a daktiloszkópiától elhatárolja, az részben a célja, részben pedig a módszerei. A daktiloszkópia személyek egyedi azonosításával foglalkozik, és ezt kategorikusan teszi, mert kategorikusan képes megtenni. Az orvosi-antropológiai dermatoglífia betegségek és születési rendellenességek diagnosztizálásával, illetve a bőrlécrendszer sajátosságainak öröklődésével és így egyes populációs illetve etnikai sajátosságok kutatásával foglalkozik. Ezt, mint minden természettudomány, valószínűségekkel teszi; nem alkalmaz kategorikus kijelentéseket, mert trendekkel, tömegekkel és valószínűségekkel dolgozva ilyesmire nem képes.
A tenyerek és talpak belső felületén található bőrlécrendszer vagy bőrfodorszál-struktúra evolúcióbiológiai magyarázata a csúszásgátlás, a biztos fogás és tapadás. Megjelenik kezdetlegesen egyes alsóbbrendű emlősöknél (sün, kuszkusz, mókus) és főemlősöknél (nemcsak az emberi tenyér, de a selyemmajom farka is rendelkezik bőrlécrendszerrel).
A bőrlécrendszer kialakulásának anatómiai magyarázata a bőr rétegeinek egymáshoz kapcsolódásában kereshető. A bőrfodorszál-struktúrát hordozó bőr felhámját (epidermiszét) csapszerű kitüremkedések (dermális papillák) kapcsolják az irharéteghez (dermisz). A csapszerű kitüremkedések bőrfelszíni leképeződései a bőr „lécei”, kiemelkedései, azaz a fodorszálak. Az egyik első ez irányú kutatásokat lebonyolító jeles bolognai anatómus tiszteletére az irharéteget nevezik Malpighi-rétegnek is.

## A daktiloszkópia története
A daktiloszkópia eredete ősi, az embereket mindig is izgatták a tenyerükön és talpukon látható sajátos rajzolatok, kőkorszaki faragványokon is látni lehet ezek ábrázolását. A Bibliában is megtalálható, hogy az Úr „minden ember kezét lepecsételi, hogy megismerje minden halandó, hogy az Ő műve.” (Jób 37:6)
Ázsiában az ókortól alkalmazták az írni nem tudók az ujjuk nyomatát okiratokon: Japánban, Tibetben, Bengáliában. Kínában ezen felül a 12. században bűnügyi célokra is alkalmazták az ujjnyomatokat (erre utal Shi Nai An: Vízparti történet című regénye, ahol a tanúk a nevük mellé pecsételt ujjnyomattal hitelesítik a vallomásukat Vu Szung bosszúja során). Európában anatómusok és orvosok (M. Malpihgi, E. Purkinje) foglalkoztak kezdetben a bőrfodorszál-rajzolatokkal. Tervszerűen személyazonosításra W. Herschel használta először a 19. század végén. A daktiloszkópia tudományának alapítójaként azonban hagyományosan F. Galton angol antropológust, polihisztort tekintik, aki 1892-ben írta meg „Finger Prints” című művét.

### Galton axiómái: az ujjnyomok egyedisége és változatlansága
Galton e művében, kiterjedt saját kutatások, illetve W. Herschel munkásságának felhasználásával lefektette a daktiloszkópia két tudományos axiómáját: az ujjnyomok egyediségét és változatlanságát.
Az ujjnyomok egyedisége azon alapul, hogy a természet nem ismétli önmagát; jóllehet lehetséges az ujjnyomatokat 3, 9 vagy épp 30 osztályba, típusba rendezni, de az azonos osztályba sorolt ujjnyomok is teljesen egyediek. A második axióma szerint a kezek és lábak kialakulása a magzati lét hatodik hetében történik (a magzat ekkor 2,5 cm nagyságú!). A tenyér- és talp-párnák kialakulása a magzati lét nyolcadik hetére tehető. A magzat tizennyolc hetes korában kiemelkednek a párnákból a dermális papillák által meghatározott bőrfodorszálak. Ettől kezdve a fodorszál-struktúra követi a kéz méretbeli változásait, azonban alakilag változatlan marad a halál utánig. Eltűnni egyes kései hullajelenségek esetében fog, a bőr feloszlásakor. Azaz a bőrfodorszál-rajzolatok csak a kéz méretének változását követik, minőségük, mintázatuk egyes sajátosságai - a minúciák - és a ezek egymáshoz viszonyított helyzete változatlan. Másrészt az ujjminták regenerálódnak; vágás, dörzsölés, termikus égés, lúg- vagy savmarás után 14-40 nappal a mintázat helyreáll. A dermális rétegbe hatoló sérülések képesek csak torzulást okozni a mintázaton; ekkor azonban gyógyulás után éppen e torzulás lesz maradandó – és egyedi.
Valóban senki nem bizonyította be, hogy az ujjnyomok egyediek lennének; az axióma azért került megállapításra, mert a daktiloszkópia által használt valószínűségek gyakorlatilag kizárják két azonos ujjnyom egyidejű jelenlétét a világon. 
Az ujjnyomatok azonosítását az úgynevezett sajátossági pontok, minúciák teszik lehetővé. A bőrfodorszál megszakad, elágazik, kis szigetet vagy pontot képez. Egy ujjnyomaton (a típustól és a létrehozó ujjtól függően) 80-120 ilyen sajátossági pont található; a tenyéren körülbelül 1200. Galton 1892-ben kilenc sajátossági pont megismétlődésének valószínűségét 1:64 milliárdra tette, némiképp önkényesen és mechanikusan számolva. Osterburg 1977-ben 12 sajátossági pont vonatkozásában a sajátossági pontok és azok egymáshoz viszonyított helyzetének pontos megismétlődését 1:1,25 · 1020 nagyságrendűre tette. Negyvenhat minúcia egybeesésére az esély körülbelül 1:1,33 · 1077. Természetesen az eltelt évszázad alatt nagyon sok tudós végzett ilyen irányú kutatásokat, de valamennyi eredményben közös, hogy elképesztően kis valószínűségeket mutat ki. (Csak megjegyzésként: az 1:1020 csaknem ugyanakkora valószínűséget jelent, mint 1, 2, 3, 4, 5, számsorral két egymást követő héten telitalálatot elérni az ötös lottón, közben az 1, 2, 3, 4, 5, 6 számsorral telitalálatot elérni a hatoslottón is...)
A daktiloszkópia axiómája az ujjnyomok egyediségéről tehát bebizonyíthatatlan, ugyanakkor az elvégzett számítások alapján a használt valószínűségekből kifolyólag gyakorlatilag megállja a helyét. A tapasztalat is ezt támasztja alá: az FBI ujjnyomat-nyilvántartásba felvett nyomatok száma a 21. század elejére meghaladja a kettőszáz-milliót; és soha a daktiloszkópia száz évet meghaladó történetében nem bukkantak egyezésre. Hasonló nyomatok léteznek, egyformák nem. Az egypetéjű ikrek teljes DNS-profilja azonos, ők a világon az egymásra leginkább hasonlító élőlények; azonban az ő ujjnyomatuk is különböző , lévén az ujjnyomatok csak részben (apai ágon, kodominánsan történő) örökölt tulajdonságok, konkrét kialakulásukban a méhen belüli lét környezeti hatásai játszanak komoly szerepet, az úgynevezett „fejlődési zaj”. A méhen belül pedig az egypetéjű ikrek egymás számára is fejlődési zajt, azaz külső környezetet jelentenek. Ugyanez a helyzet az esetleges klónok esetében is.

## Numerikus módszer
A daktiloszkópiai azonosításnak két eltérő fajtája létezik. A numerikus módszer az egyes minúciák darabszámára épít. Természetesen a „tíz azonosítási pont azonos” inkább csak a laikusoknak szól; az azonosítás folyamán ugyanilyen fontos ezek egymáshoz viszonyított helyzete is. Az azonosítás folyamatában továbbá a szakértő soha nem az azonosságot keresi, hanem az eltérést. Egyetlen releváns eltérés ugyanis kizárás megállapításához vezet! Releváns eltérés az, ami nem magyarázható a nyom keletkezési mechanizmusával; pl. egy szerszámnyélről levett „ráfogásos” tenyérnyom teljesen más képet mutat, mint egy üveglapra ránehezedéssel létrehozott (máshogy helyezkednek el és más képet mutatnak a fő ráncok és redők, a lesüllyedt fodorszálak az utóbbi nyomban lesznek hangsúlyosabbak stb.); illetve például a kéz sérülésével (olyan epidermális réteget érintő vágás képe a nyomban, amely a nyomatoláskor vagy a következő nyom keletkezésekor már gyógyult – ez elvben 2-3 hetet jelent.).

### A tíz azonosítási pont
A „tíz azonosítási pont” Magyarországon ahhoz szükséges, hogy a nyomot egyedi azonosításra lehessen felhasználni. A szakmai tapasztalat szerint ez az a határ, amely felett az imént részletezett valószínűségek gyakorlatilag „egyediséget” jelentenek. Ez a szám itthon 10, a Dél-Afrikai Köztársaságban hét, a Kajmán-szigeteken 16. A nyugati országok nagy részében elterjedt és ezért a köztudatba beivódott szám a tizenkettő. A határszám alatti azonosítási pontot tartalmazó nyomtöredékek egyedi azonosításra alkalmatlanok; a daktiloszkópiában napjainkban nincs helye valószínűsítő szakvéleményeknek. (A tenyér- vagy a talpnyom azonosításához is ugyanennyi, tehát itthon pl. tíz azonosítási pont kell.)
A konkrét azonosítási folyamat tehát úgy néz ki, hogy először a szakértő dönt a nyom azonosítási alkalmasságáról; azaz itthon arról, hogy megtalálható-e benne legalább tíz sajátossági pont. Ezt követően meghatározza az ujjnyom típusát, amely az azonosság kimondását még nem teszi lehetővé, de a kizárást már igen (pl. delta nem lehetséges íves fajta nyomatokban). Ezt követően az egyes minúciákat veti össze; mindig a nyomot a nyomattal! Ahogy fentebb is említettük, nem az azonosságokat számlálja, hanem a különbségeket keresi. Amennyiben az arra alkalmas nyom és a nyomat közt érdemi különbséget nem talál, kategorikus azonosságot mond ki (a fentebb részletezett rendkívüli valószínűségek alapján). Ha érdemi különbségre bukkan, akkor kategorikus kizárást mond ki.

## Holisztikus módszer
Ezzel szemben az Egyesült Királyságban és az Egyesült Államokban az utóbbi időben tért hódító úgynevezett holisztikus azonosítási módszer nem foglalkozik az azonosítási pontok számolgatásával, hanem „egészben” tekinti az ujjnyomot. A holisztikus azonosítók érvelése szerint a gyakorlott numerikus azonosítók is előbb jutnak arra az ítéletre, hogy két ujjnyom vagy nyomat azonos avagy különböző, és csak ezt követően kezdik számolgatni az egyes sajátosságokat. A holisztikus azonosítás során a sajátossági pontok darabszám szerinti megfeleltetését pótolja a szakértő szakértelme és tapasztalata.
A daktiloszkópia eddigi valamennyi nagy port felverő téves azonosítása holisztikus módszerrel történt, és mindig arra volt visszavezethető, hogy alkalmatlan nyomot azonosítottak. A legjobb szakértő sem képes négy-öt sajátossági pont alapján azonosságot kimondani, egész egyszerűen azért, mert ennyi azonosítási pont esetén nem érvényesülnek a fent látott valószínűségek. A magyar lakosság ujjainak ~60%-a singes hurok; ezek magpontja néhány százféle lehet. Ha csak a singes hurok magpontjainak négy-öt sajátosságát nézzük, csak Magyarországon százával találnánk egymáshoz nagyon hasonló nyomatokat.

## Daktiloszkópia és bűnüldözés
Ismert olyan eset, amikor valaki megkísérelte műtéttel eltüntetni illetve átalakítani az ujjain található bőrfodorszál-struktúrát. Az FBI emberei a műtét ellenére könnyedén azonosították az illetőt ujjainak második percei alapján, amelyek ugyanúgy bőrfodorszál-struktúrát hordoznak, mint az ujjak első perce.
1896-ban Argentínában a világon elsőként létrehozták az ujjnyomatokra épülő bűnügyi nyilvántartást, 1901-ben Angliában és Walesben, 1904-ben többek között az USA-ban és Magyarországon is, Pekáry Ferenc budapesti főkapitány által.
1907. július 19-én Dános község határában négyes rablógyilkosság történt: ismeretlenek kiraboltak és felgyújtottak egy fogadót, és megölték Szarvas István fogadóst, feleségét, lányukat, valamint a család kocsisát. A gyanúsítottak közt volt Kolompár Balog Tuta vajda és családja is, akik konokul tagadtak. A szemle során azonban egy közelben eldobott fejsze nyelén véres ujjnyomokat fedeztek fel, melyeket Tuta ujjnyomataival azonosnak találtak. (Világszerte nagy visszhangot váltott ki a daktiloszkópia magyarországi sikere.)[forrás?]

## Társtudományágak
Egyéb, bőrlécrendszerrel foglalkozó tudományágak:
poroszkópia: A pórusok elhelyezkedése és alakja a fodorszál tetején szintén egyedi.
edgeoszkópia: A fodorszál szélei, pereme szintén egyedi.
ridgeológia: A daktiloszkópia, poroszkópia és edgeoszkópia összefoglaló neve; David Ashbaugh vezette be 1982-83-ban.